# Desfontainiaceae
Desfontainiaceae is een botanische naam, voor een familie van tweezaadlobbige planten. Een familie onder deze naam wordt regelmatig erkend door systemen van plantentaxonomie. Deze familie wordt ook in het APG-systeem van 1998 en het APG II-systeem van 2003 erkend, zij het in beperkte zin: de planten kunnen ook ingevoegd worden in de familie Columelliaceae.
Het gaat om een heel kleine familie van maar een soort, Desfontainia spinosa, die voorkomt in de Andes en aangrenzend Centraal-Amerika.

## Websites
- Desfontainiaceae - in Stevens, P.F. Angiosperm Phylogeny Website. - Version 14, July 2017 [and more or less continuously updated since].
- Desfontainiaceae - in L. Watson and M.J. Dallwitz (1992 onwards). The families of flowering plants: descriptions, illustrations, identification, and information retrieval. http://delta-intkey.com